# Khouzistan
 (juin 2016).
Si vous disposez d'ouvrages ou d'articles de référence ou si vous connaissez des sites web de qualité traitant du thème abordé ici, merci de compléter l'article en donnant les références utiles à sa vérifiabilité et en les liant à la section « Notes et références ».
Le Khouzistan, Khuzestan ou Khouzestan (en persan : خوزستان), est une des 31 provinces d'Iran. Elle est située au sud-ouest du pays, aux confins de l'Irak et du Golfe Persique. Sa capitale est Ahvaz et elle couvre une surface de 62 238 km2. Les autres villes principales de la province sont Behbahan, Abadan, Andimechk, Khorramshahr, Bandar-e Emam, Dezfoul, Chouchtar, Omidiyeh (en), Izeh, Baghmalek, Bandar-e Mahchahr, Dasht-e Azadegan (en), Ramhormoz, Shadegan (en), Chouch, Masjed Soleiman, Aghadjari, Île Minu (en) et Hoveyzeh.

## Histoire et origine du nom

### Origine du nom
Le nom Khouzistan, qui signifie « Pays des Khuzi », se réfère aux noms des premiers habitants de la province, le peuple Khuzi. Ce nom dériverait de l'élamite Ūvja.
La province a aussi été appelée Arabistanou Arabestan au cours de certaines périodes après le XVe siècle, particulièrement depuis le règne de Tahmasp Ier (deuxième chah de la dynastie des séfévides) au XVIe siècle, après que Muhammad ibn Falah (en), un Arabe à la tête des Msha'sha'iya (en), a lancé des attaques sur le Khouzistan à partir de 1440, causant ainsi une augmentation graduelle des populations d'origine arabe au Khouzistan
Reza Pahlavi a rétabli le nom original de la province en 1923.

### Histoire préislamique

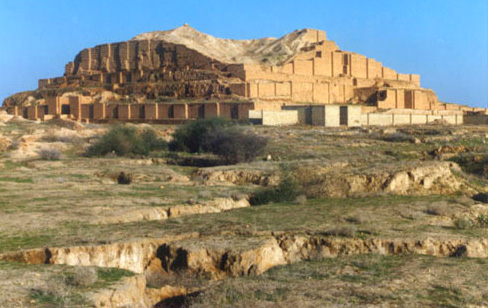
La ziggourat de Chogha Zanbil.

La province du Khouzistan est un des centres de civilisation antique, basé autour de Suse. Des archéologues français comme Jacques de Morgan ont daté les traces de civilisation remontant à plus de 8 000 ans av. J.-C. dans des sites tels que Tal-i Ali-Kosh. Le premier grand empire basé dans cette région était l'Empire élamite, un royaume non sémite indépendant de la Mésopotamie.
Les ruines archéologiques montrent que toute la province du Khouzistan était sous l'influence de la civilisation élamite.
En -640, les Élamites sont battus par Assurbanipal, faisant ainsi passer la région sous le joug des Assyriens, qui ont détruit Suse et Chogha Zanbil. Un siècle plus tard, Cyrus le Grand reconquiert les terres élamites et fait de Suse une des capitales achéménides. Darius Ie fait construire un palais portant le nom de Hadish à Suse en -521.
La chute des Achéménides en -330 laisse place aux Séleucides, jusqu'à ce que Mithridate Ie (-171/- 135) regagne de l'influence sur la région, profitant alors du déclin de l'empire séleucide. Les Sassanides, qui prennent le pouvoir en 220 de notre ère, établissent le centre de leur pouvoir dans cette région, et construisent passablement à Ahvaz, Chouchtar et au nord d'Andimechk.
Au cours du temps, des missionnaires nestoriens ont amené le christianisme dans la région, introduisant ainsi la langue araméenne. Pendant les 500 premières années de notre ère, la région a été appelée Beth Huzaye. À partir de 639, le siège de l'Église nestorienne était à Mahoze (en), le complexe comprenant Ctésiphon et Séleucie du Tigre.
Pendant les premières années du règne de Chapour II, (309 - 379), les Arabes ont traversé le golfe Persique à partir de Bahreïn pour atteindre Ardashir-Khwareh dans le Fars et se sont dirigés vers l'intérieur des terres. En représailles, Chapour a traversé le golfe jusqu'à Bahreïn et défait les tribus arabes de Taghleb, Bakr bin Wael, et Abd Al-Qays, puis a avancé jusqu'à Al-Yamâma au centre du Nejd. Les Sassanides ont déplacé ces tribus à Kerman et à Ahvaz.
L'existence d'un centre culturel et scientifique comme l'académie de Gondichapour, qui regroupait des savants grecs, égyptiens, indiens... montre l'importance et la prospérité de cette région à cette époque. Par ailleurs, centrale dans le pouvoir sassanide, c'est dans cette région que se trouvait la Forteresse de l'Oubli, prison politique sassanide ayant abrité divers souverains vaincus et dissidents religieux entre le IVe et le VIe siècle.
La présence d'Arabes en Iran n'aurait pas commencé avec la conquête islamique mais serait le résultat d'infiltrations mutuelles entre les civilisations perses et arabes (entre les tribus arabes civilisées, ahl al-madar et les arabes du désert, ahl al-wabar). Les tribus arabes des Bakr bin Wael et des Thamim étaient déjà présents dans le Khouzistan et le Fars avant l'arrivée des conquérants arabes. Certaines tribus arabes se sont battus du côté des Sassanides (Taghleb, Eyad) alors que d'autres se sont alliées aux conquérants arabes (Lakhmides, Shayban, Bakr bin Wael) pour se battre contre les Persans.

### Conquête arabe du Khouzistan et période islamique

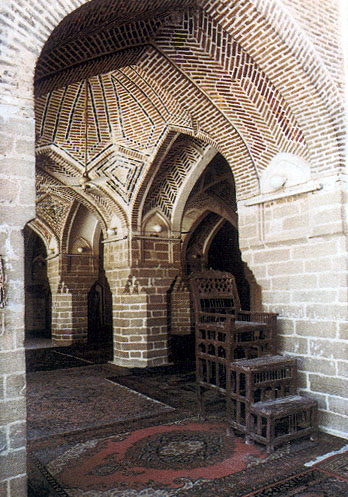
Masjed Jāme' de Dezful.

L'invasion arabe du Khouzistan a eu lieu en 639 sous le commandement d'Al-Achari, originaire de Bassorah, qui a chassé les Perses d'Ahvaz. Suse est tombée en deux jours, provoquant la fuite de ses habitants vers Chouchtar, qui a été assiégée pendant dix-huit mois. Chouchtar est finalement tombée aux mains des arabes en 642.
La conquête de Gundishapur et d'autres villes le long du Tigre s'est déroulée par la suite. La bataille de Nahavand a finalement laissé place aux armées musulmanes dans le Khouzistan. Les garnisons arabes dans le sud de l'Iran ont vite été suivies d'autres types d'installations. Des familles arabes ont par exemple profité de l'occasion pour s'emparer de grands domaines terriens.
C'est à l'époque omeyyade que de grands groupes nomades des tribus Hanifa, Banu Tamim, et Abd al-Qays ont traversé le golfe persique pour occuper les riches territoires autour d'Ahvaz et dans la province du Fars, entre 665 et 680. L'émigration de tribus arabes continue pendant le califat abbasside.
Le Khouzistan a été sous la domination des califes omeyyades et abbassides, jusqu'à ce que Ya'qub bin Laith as-Saffar se soulève contre leur règne et gagne l'indépendance du Khouzistan par les armes, fondant alors la dynastie persane des Saffarides.
Durant la seconde partie du XVIe siècle, les Bani Kaab (en), originaires du Koweït, s'installent au Khouzistan. Par la suite, de nombreux Arabes s'installent au Khouzistan à partir du sud de l'Irak, ce qui provoque une « arabisation » du Khouzistan. D'après C.E. Boswoth dans l'Encyclopædia Iranica, la province était un gouvernorat général connue sous le nom d'Arabistan à partir des Safavides jusqu'à l'époque qadjare. Au milieu du XIXe siècle, la Grande-Bretagne lance une guerre avec la Perse afin de s'emparer du Khouzistan. Les forces tribales du Sheikh Jabir al-Kaabi, le cheikh de Khorramshahr (appelée Mohammerah en arabe) défendent la province.

### La guerre Iran-Irak
Du fait de sa position à la frontière avec l'Irak, la province est celle qui a le plus souffert en Iran de la guerre Iran-Irak. Elle était un des objectifs prioritaires de Saddam Hussein au cours de la guerre. La plus grande raffinerie du pays, à Abadan a été détruite et n'a pas encore récupéré sa capacité d'avant-guerre. La plupart des nakhlestans (champs de palmiers) ont été détruits, de même que des villes et sites historiques. Cette guerre et l'occupation par les troupes irakiennes ont causé un exode massif vers d'autres provinces plus éloignées du front. En 1982, les forces iraniennes ont réussi à faire reculer les forces irakiennes. La bataille de la « Libération de Khorramshahr » est un tournant de cette guerre et est célébrée officiellement chaque année en Iran depuis qu'elle a eu lieu.

### Groupes séparatistes
Le gouvernement de la république islamique d'Iran ne fait pas de recensement ethnique, il est donc difficile de savoir quelle est la démographie exacte de la province. Depuis le début des années 1990, de nombreux persans khouzistanis ont commencé à retourner dans leur province d'origine.
Le siège de l'ambassade iranienne à Londres en 1980 a été effectué par un groupe séparatiste arabe, le « Mouvement Populaire Arabe en Arabistan », qui demandait au départ l'autonomie du Khouzistan, et qui a finalement demandé la libération de 91 de ses camarades emprisonnés en Iran. Le groupe a, dans les mois suivants, donné des conférences de presse en se référant au « règne raciste de Khomeini ». Il a menacé de mener d'autres actions internationales dans le cadre de sa campagne pour un Khouzistan autonome. Les liens de ce mouvement avec Bagdad ont servi à démontrer le fait qu'ils n'étaient pas seulement un mouvement d'opposition complètement iranien, mais au contraire soutenu par l'Irak. Le chef de ce groupe, « Salim » - Awn Ali Mohammed, et quatre autres membres ont été tués, alors que le cinquième, Fowzi Badavi Nejad, a été condamné à la prison à perpétuité.

## Géographie et climat

Préfectures du Khouzistan

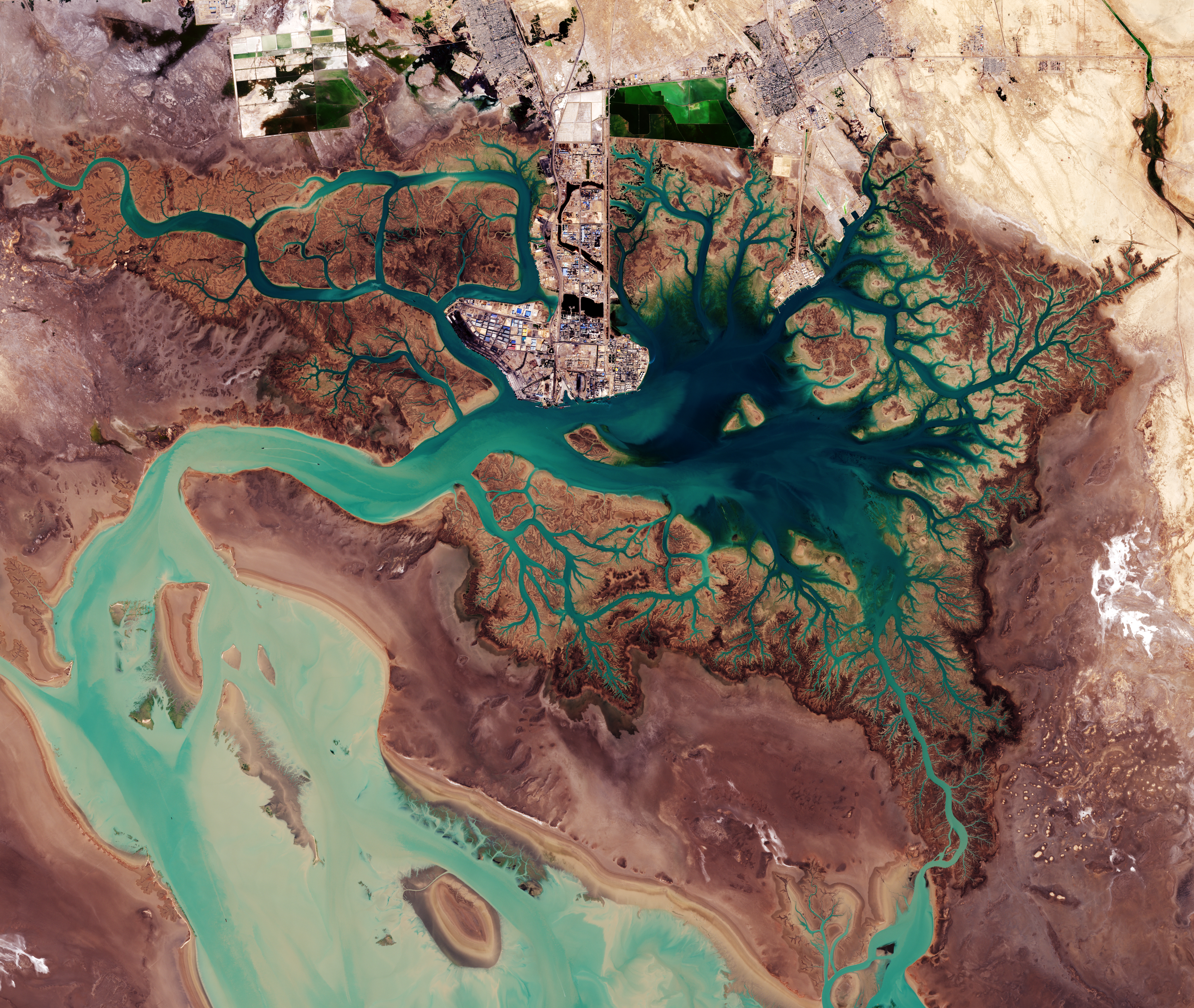
La baie de Mousa, dans le Khouzistan, une photographie de Copernicus (programme) par le satellite Sentinel-2. Près du centre se trouve la ville portuaire de Bandar-e Emam Khomeyni, située au terminus du chemin de fer transiranien - une route qui relie le golfe Persique à la capitale iranienne, Téhéran. La zone sombre à droite du port est la baie de Musa, un estuaire peu profond. Les grandes structures géométriques le long du sommet semblent être des bassins d'évaporation pour l'extraction des minéraux naturels du sol. Le côté gauche de l'image est dominé par les marais et les vasières du refuge de la faune de Shadegan. Il s'agit de la plus grande zone humide d'Iran, et joue un rôle important dans l'écologie naturelle de la région. La zone fournit un habitat d'hivernage à une grande variété d'oiseaux migrateurs, et est le site le plus important au monde pour une espèce rare d'oiseau aquatique : la marmaronette marbrée. La partie nord de la zone humide est un habitat d'eau douce vital pour de nombreuses espèces menacées. Cette zone est considérée comme une zone humide d'importance internationale par la Convention de Ramsar, un traité intergouvernemental pour l'utilisation durable des zones humides. Février 2017.

La province du Khouzistan peut être divisée en deux régions : les plaines et les régions montagneuses. Les plaines sont situées au sud et à l'ouest de la province. Cette zone est irriguée par les rivières Karoun, Karkheh et Jarahi (en). Les régions montagneuses sont situées au nord et à l'est de la province, et constituent le sud de la chaîne montagneuse des Zagros.
Le Karoun, qui est la rivière la plus longue d'Iran (850 km), contribue à l'irrigation et à la fertilité de la terre avant de se jeter dans le golfe Persique.
Le climat du Khouzistan est généralement chaud et humide en été, particulièrement au sud, alors que les hivers sont plus secs et plus doux.

## Population et culture

### Langues
Selon un sondage du ministère de la Culture iranien datant de 2010,,, la population du Khouzistan est composée de :
- 33,6 % d'Arabes ;
- 31,9 % de Persans ;
- 30,2 % de Lors et Bakhtiaris.

En dehors du persan, langue officielle, l'arabe khouzestani, le bakhtiari et le lori sont d'usage au sein de la population.

### Traditions et religion
La musique folklorique khouzistanie est colorée et festive, et chaque groupe autochtone a ses propres traditions et héritage dans cette région.
Selon une enquête réalisée par le ministère de la Culture et de l'Orientation islamique, la population du Khouzistan était composée en 2010 de 33,6% d'Arabes d'Iran, de 31,9% de Persans, de 30,2% de Lors et Bakhtiaris, de 2,5% d'Azéris d'Iran et de 1% de Kurdes. Les habitants du Khouzistan sont majoritairement des musulmans chiites duodécimains, avec des petites minorités musulmanes sunnites, juives, chrétiennes, zoroastriennes et mandéenes.

### Cuisine
Les fruits de mer sont la partie la plus importante de la cuisine khouzistani, mais beaucoup d’autres plats existent également. Le plat le plus populaire du Khouzistan est le Ghalyeh Mahi, un plat de poisson préparé avec des épices à saveur forte, des oignons et de la coriandre. Le poisson utilisé dans ce plat est localement connu sous le nom de mahi sobour (poisson alose), une espèce de poisson abondante dans le golfe Persique. Parmi les autres spécialités de la province figurent le Ghalyeh Meygu (ou "casserole de crevettes"), le ashe-mohshala (un ragoût khorramshahri servi au petit-déjeuner), le sær shir (un petit déjeuner dezfouli rempli de crème épaisse), le hælim (un petit-déjeuner chouchtari composé de farine de blé et de viande d'agneau déchiquetée) et le kohbbeh (un gâteau de riz frit avec garniture de bœuf haché et épices d'origine arabe, il s'agit d'une variante du Kibbeh levantin).

## Économie

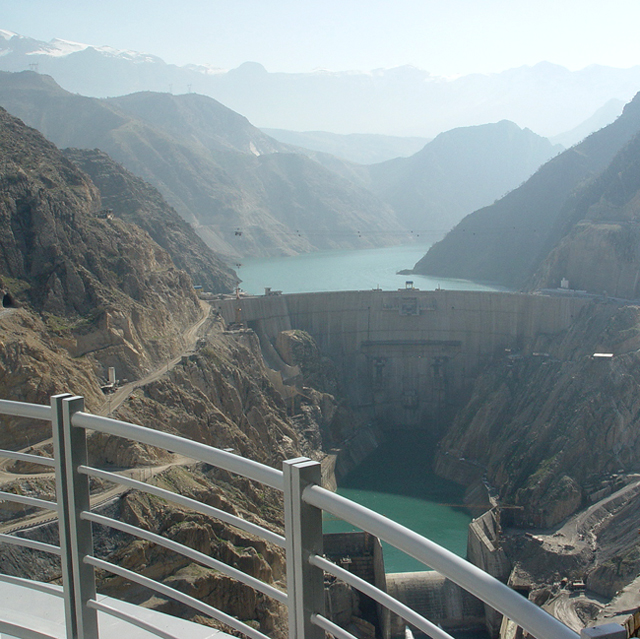
Le barrage Karoun-3 a été inauguré au début du XXIe siècle afin de satisfaire les besoins croissants en énergie du pays.

Le Khouzistan est la région produisant le plus de pétrole en Iran et est donc une des provinces les plus riches du pays. Le gouvernement d'Iran classe la province 3e d'Iran par son PIB.
En 2005, le gouvernement iranien a annoncé qu'il prévoyait de construire dans la province du Khouzistan la Centrale nucléaire de Darkhovin, seconde centrale nucléaire du pays après la Centrale nucléaire de Bouchehr.
Le Khouzistan accueille aussi une des six zones franches d'Iran, la Zone franche d'Arvand.

### Agriculture
L'abondance d'eau et la fertilité des sols ont transformé cette région en une terre riche et bien dotée. La variété de produits agricoles tels que blé, orge, graines oléagineuses, riz, eucalyptus, herbes médicinales; l'existence de nombreuses fermes de palmiers et d'agrumes; le fait d'avoir des montagnes propices à l'élevage d'olives et, bien sûr, à la canne à sucre - d'où le nom du Khuzestan - montre tout le potentiel de cette plaine fertile. L'abondance des sources d'approvisionnement en eau, des rivières et des barrages a également une influence sur les industries de la pêche, qui prévalent dans la région.

### Industrie
Il y a plusieurs usines produisant du sucre de canne en quantités industrielles dans la province de Khouzistan, parmi elles, on peut citer Haft-Tappeh et Karun Agro Industry près de Chouchtar.
Les barrages hydroélectriques Karun-3 et 4, et celui de Karkheh, ainsi que les réserves pétrolières de la province fournissent à l’Iran des sources nationales de revenus et d’énergie. Les industries pétrochimique et sidérurgique, la fabrication de tuyaux, les centrales électriques qui alimentent le réseau national, les usines chimiques et les grandes raffineries de la province comptent parmi les principales installations industrielles de l’Iran.

### Pétrole
La province abrite notamment les champs de Ahvaz, Marun, Aghajari, Karanj, Shadegan (en), Mansouri (en) et Yadavaran (en), qui fait aussi partie du champ plus large et contesté (avec l'Irak d'Al-Fakkah (en). Le Khouzistan détient 80 % des réserves pétrolières terrestres de l’Iran, soit 57 % de l’ensemble des services pétroliers de l’Iran, ce qui en fait une ressource indispensable à l’économie iranienne.

## Éducation supérieure
- 1. Université des sciences et technologies nautiques de Khorramshahr
  2. Université des sciences médicales de Ahvaz Jundishapur
  3. Université technologique du pétrole
  4. Université Shahid Chamran de Ahvaz
  5. Université Shahid Chamran-Dezful
  6. Université islamique libre de Shushtar
  7. Université islamique libre de Abadan
  8. Université islamique libre de Omidiyeh
  9. Université islamique libre de Ahvaz
  10. Université islamique libre de Behbahan
  11. Université islamique libre de Izeh
  12. Université de technologie Amirkabir, campus de Mahshahr
  13. Université libre de Mahshahr

## Lieux d'intérêt au Khouzistan
L'organisation du patrimoine culturel, de l'artisanat et du tourisme liste 140 sites historiques ou culturels au Khouzistan.
[réf. nécessaire]
- Chogha Zanbil: un des sièges de l'empire élamite. Cette ziggourat est un temple païen de 5 étages. Le temple a été construit en l'honneur de Inshushinak, le dieu protégeant la ville de Suse.
- Shush-Daniel : Lieu où est enterré le prophète Daniel, qui était vénéré par Cyrus le Grand. Il serait mort à Suse, sur le chemin de Jérusalem où l'avait envoyé Darius. La tombe de Ya`qûb ben Layth as-Saffâr, qui s'est élevé contre l'oppression du califat abbasside d'Al-Mutamid, est située à proximité.
- Dezfoul (Dezh-pol) : le nom de la ville vient d'un pont bâti sur la rivière Dez sur ordre de Chapour Ier.
- Chouchtar : une des plus vieilles villes fortifiées d'Iran, connu sous le nom de « ville des 40 anciens » en dialecte local. La mosquée du Vendredi de Chouchtar a été construite par les Abbassides
- Izeh, ou Izaj : une des cibles de l'armée islamique ayant envahi l'Iran lors de la conquête islamique.
- Masjed-e Soleyman, une ville antique qui possède des autels du feu et des temples tels que Sar-masjed et Bard-neshondeh. Les tribus bakhtiari y passent l'hiver, et William Knox D'Arcy a creusé le premier puits de pétrole en Iran.
- Abadan serait la ville où est enterré le prophète musulman Élie (Ilyâs en arabe).
- Iwan de Hermès, et Iwan de Karkheh, deux ruines énigmatiques au nord de Suse.
- Shimbar: une zone humide protégée de 53 hectares située dans la préfecture d'Andika.

## Liste non exhaustive de personnalités célèbres originaires du Khouzistan
- Buzurg ibn Shahriyar Ram'Hurmuzi, marin, auteur du Livre des merveilles de l'Inde.
- Antiochos III, souverain le plus important de la dynastie des Séleucides.
- Mehrangiz Kar, avocate féministe et militante des droits de l'homme.
- Ezzat Negahban (en), patriarche de l'archéologie moderne iranienne.
- Siavash Ghomayshi (en), chanteur et compositeur.
- Qeysar Aminpour (en), poète.
- Rambod Shekarabi (fa), acteur.
- Hamid Dabashi, intellectuel et critique littéraire.
- Parviz Abnar (en), preneur de son.
- Kyanoush Ayari, réalisateur.
- Hamid Labkhandeh (fa), réalisateur.
- Nasser Taghvai, réalisateur, photographe.
- Ahmad Najafi (en), acteur, producteur.
- Reza Hayati Abadani, journaliste.
- Mohammad Mousavi, joueur de Ney.
- Rita Asgharpour, écrivain.
- Bizhan Emkanian, acteur.
- Hamid Taqwi, général de brigade des gardiens de la révolution
- Ali Shamkhani, ministre des gardiens de la révolution (1988-1989), ministre de la défense (1997-2005) et secrétaire du conseil suprême de sécurité nationale (depuis 2013).
- Mohammad-Reza Eskandari (en), ministre de l'agriculture (2005-2009).
- Alireza Avayi, ministre de la Justice (depuis 2017).
- Mohsen Rezaï, secrétaire du Conseil de discernement.
- Parviz Dehdari (en), joueur de football.
- Masoud Shojaei Soleimani, joueur de football.
- Hossein Kaebi, joueur de football.
- Jalal Kameli Mofrad (en), joueur de football.
- Iman Mobali, joueur de football.
- Hamed Haddadi, joueur de basket-ball.
- Kamran Delan, chanteur pop.
- Ahmad Mahmoud, écrivain.
- Akbar Golrang (sv), réalisateur.
- Ábû Nuwâs, poète.
- al-Majusi, médecin.
- Abdullah-lbn-Meymoon Ahvazi
- Naubakht (en), astrologue.
- Ibn as-Sakit (ar), linguiste.
- Morteza Ansari, faqîh.
- Da'bal-e-Khazai
- Ehsan Farrokhmanesh
- Mehrzad Shams
- Reza Ebrahimi

#### Gouvernement
- Site officiel du gouvernorat de la province
- (fa) « Site du département de l'éducation de la province du Khuzestan »(Archive.org • Wikiwix • Archive.is • Google • Que faire ?)

#### Tourisme
- « Site archéologique Haft Tappe »(Archive.org • Wikiwix • Archive.is • Google • Que faire ?)
- Site officiel du site de Chogha Zanbil